# 고양 태고사 원증국사탑비
고양 태고사 원증국사탑비(高陽 太古寺 圓證國師塔碑)는 대한민국 경기도 고양시 덕양구 태고사 법당 바로 옆에 위치한 원증국사의 탑비이다. 1977년 8월 22일 대한민국의 보물 제611호로 지정되었다.

## 개요
태고사 법당 바로 옆에 위치한 원증국사의 탑비이다.
원증국사(1301∼1382)는 고려 후기의 승려로 13세에 출가하여 회암사의 광지선사에세서 가르침을 받았으며, 이후 여러 사찰을 다니면서 배움에 전념하였다. 46세 때에는 중국에까지 다녀왔는데 이후 다시 중국에 갔을 때에는 순제(順帝)가 그 소식을 듣고 법의를 하사하였다 한다. 공민왕의 스승이 되기도 하였으나 곧 소설사로 들어가 지내었고, 우왕 8년(1382)에 이 절에서 입적하였다.
비는 거북받침돌 위로 비몸을 세우고 머릿돌을 얹은 모습이다. 거북받침돌의 머리는 용의 머리를 하고 있으며, 등에는 길쭉한 육각무늬를 채워두었다. 머릿돌에는 구름과 용의 무늬가 희미하게 새겨져 있다.
고려 우왕 11년(1385)에 세워진 비로, 비문은 당대의 문장가 이색이 짓고, 명필 권주가 글씨를 썼다. 전체적으로 조각이 형식에 그치고 있어 퇴화된 느낌을 준다.

## 같이 보기
- 보우
- 고양 태고사 원증국사탑 - 보물 제749호

## 참고 자료
- 고양 태고사 원증국사탑비 - 국가유산청 국가유산포털